# Casa Camuzzi
Die Casa Camuzzi ist ein schlossähnlicher Palazzo in Montagnola (heute Collina d’Oro) im Kanton Tessin mit exotischer, terrassierter Parkanlage.

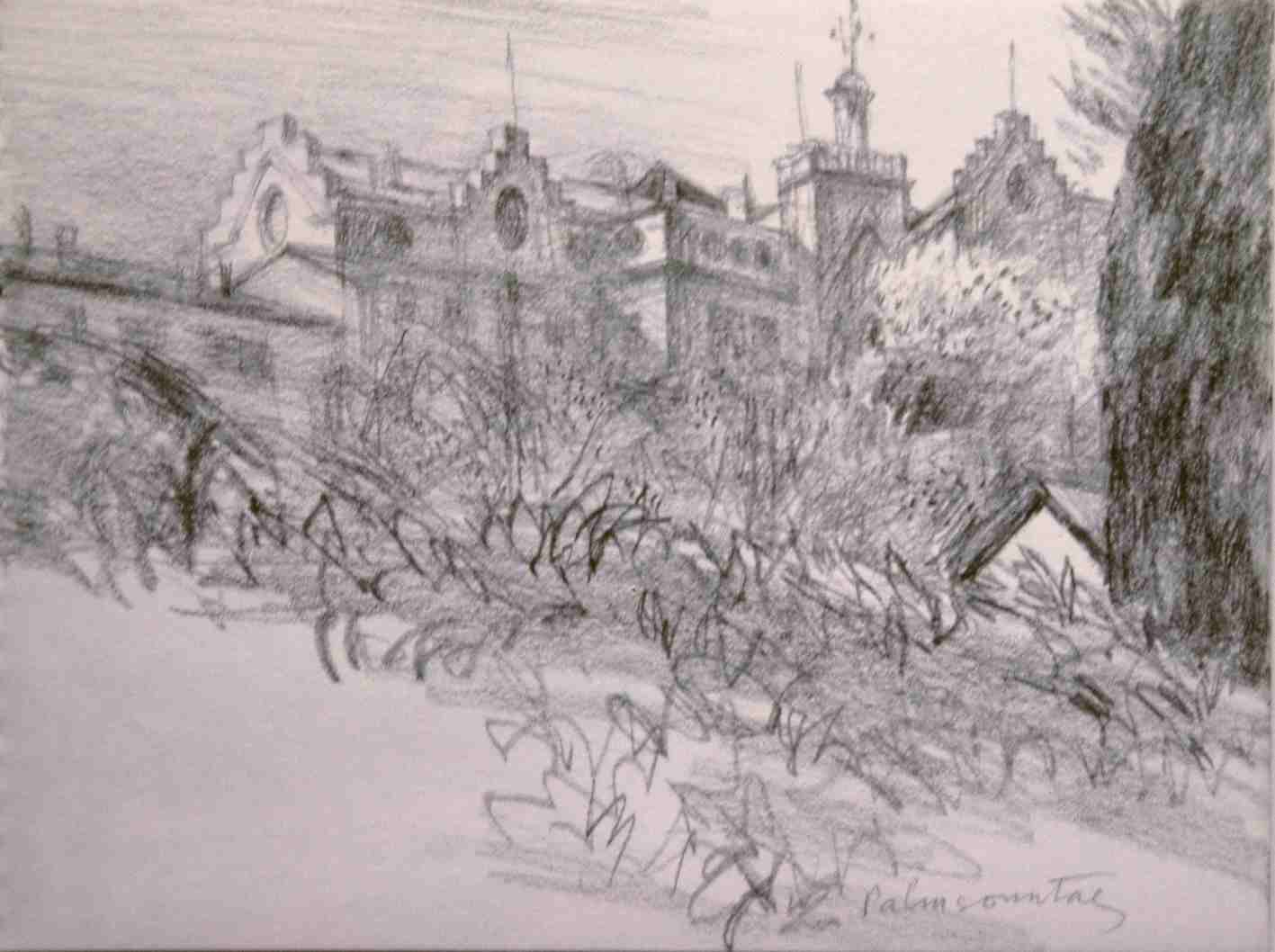
Casa Camuzzi, von Gunter Böhmer am Palmsonntag 1978 gezeichnet

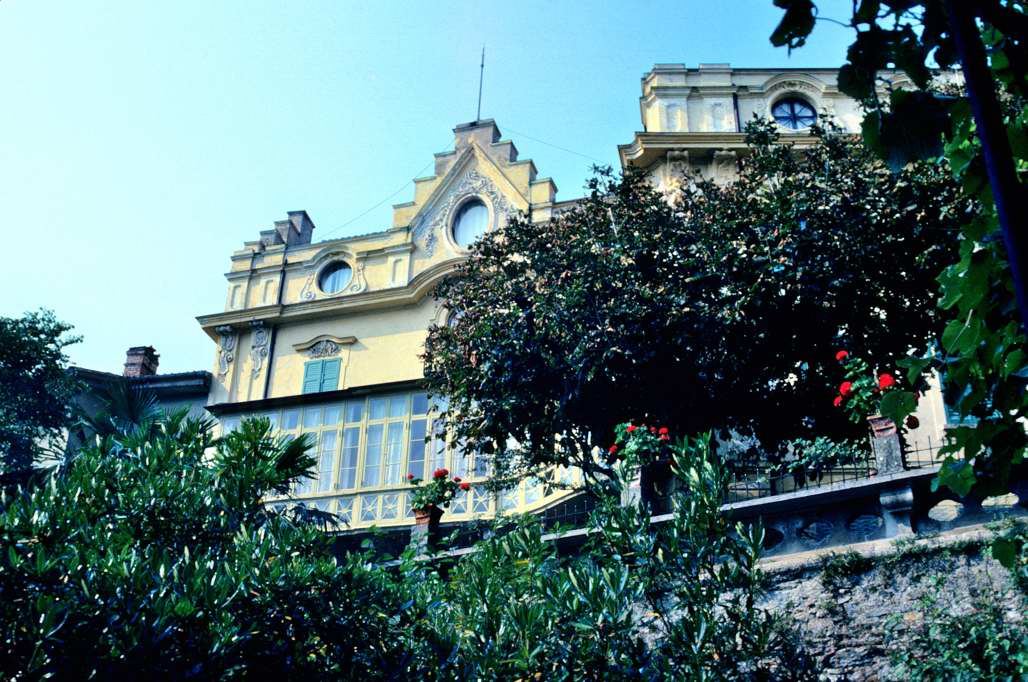
Casa Camuzzi – Südseite vom Park aus

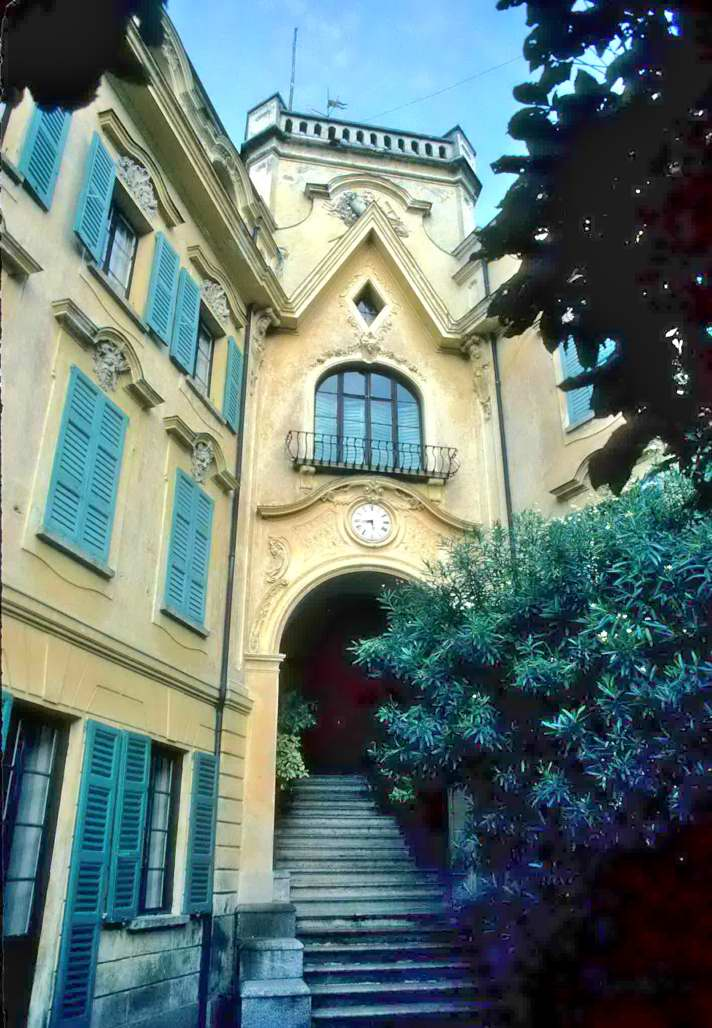
Casa Camuzzi – Ausgang zum Park

Erbaut wurde die Casa Camuzzi Mitte des 19. Jahrhunderts von dem Tessiner Architekten Agostino Camuzzi, der u. a. für Zar Nikolaus I. an der Eremitage mitwirkte. Die Fertigstellung des im barock-verspielten Stil eines russischen Palais konzipierten und mit neugotischen Elementen ergänzten Bauwerks erfolgte im Jahr 1853. Der aus dem Spätmittelalter stammende Turm wurde Ende des 19. Jahrhunderts von der Familie Camuzzi mit einer mehrgeschossigen neugotischen Loggia versehen und in ihre Palazzo-Anlage einbezogen.
Im 20. Jahrhundert wurde das Gebäude von einer Reihe in Literatur und Kunst anerkannter Persönlichkeiten bewohnt: so von dem Literaturnobelpreisträger Hermann Hesse von 1919 bis 1931, dem Maler und Buchillustrator Gunter Böhmer von 1933 bis zu seinem Tod 1986, dem Maler Hans Purrmann von 1944 bis 1950 und in den 1970er Jahren dem Schweizer Schriftsteller Hermann Burger.
Hermann Hesse, der dem Gebäude mit seiner Erzählung Klingsors letzter Sommer ein Denkmal gesetzt hat, ist ein im Torre Camuzzi befindliches Museum gewidmet. Die Eröffnung fand am 120. Geburtstag des Dichters, dem 2. Juli 1997, unter Mitwirkung seines Sohnes Heiner Hesse statt; seit 1. Januar 2000 hat die Fondazione Hermann Hesse Montagnola die Trägerschaft übernommen.
Nach dem Tode der letzten Namensträgerin Anfang der 1990er Jahre erhielt der Gebäudekomplex einen familienfremden Eigentümer; es befindet sich nach wie vor in Privatbesitz.

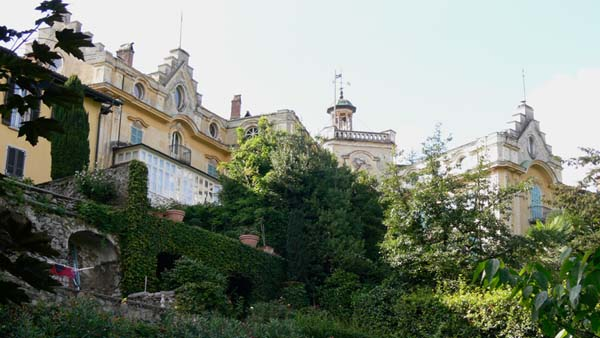
Casa Camuzzi mit Teilen des Parks
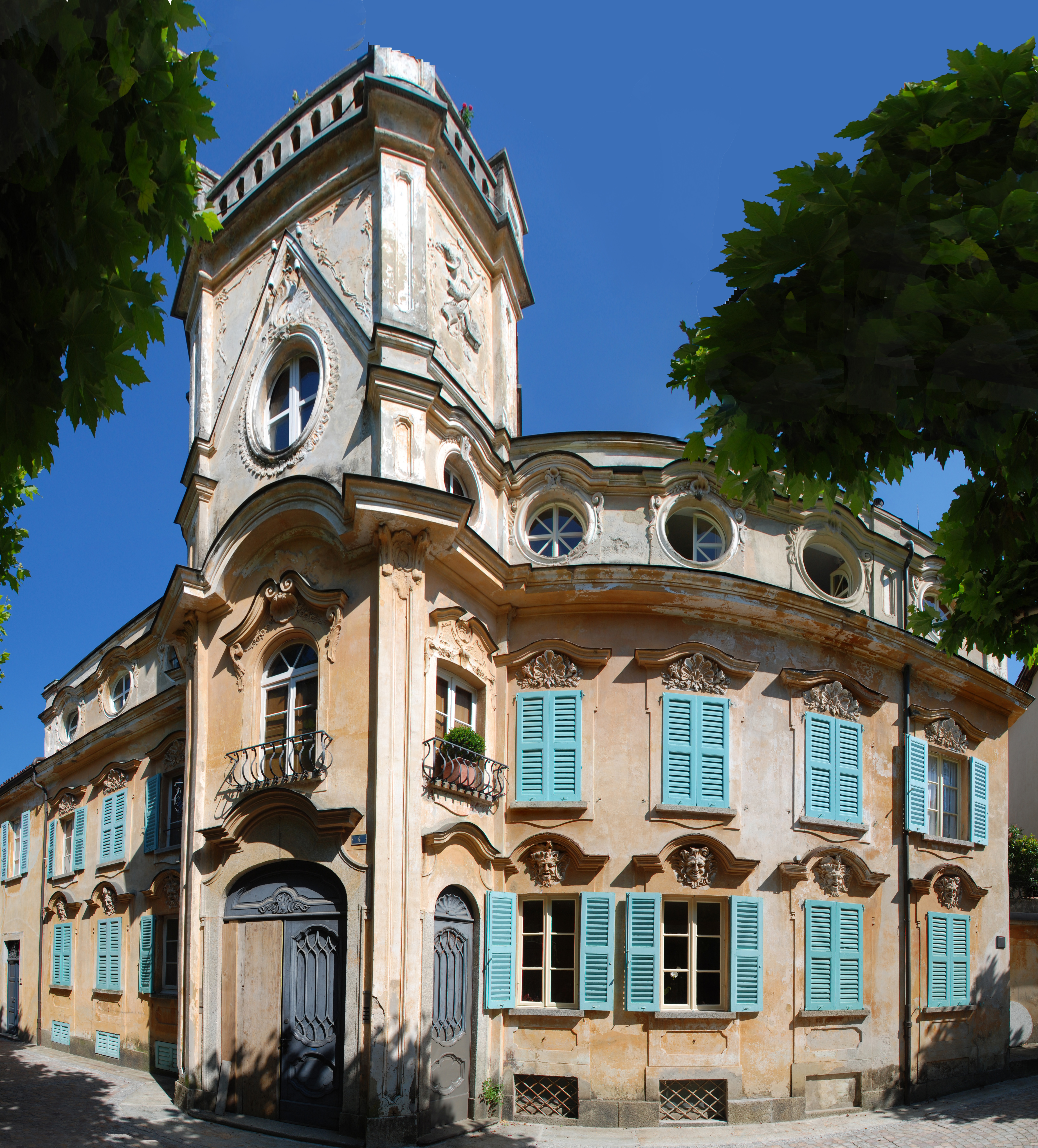
Casa Camuzzi von der Strasse aus
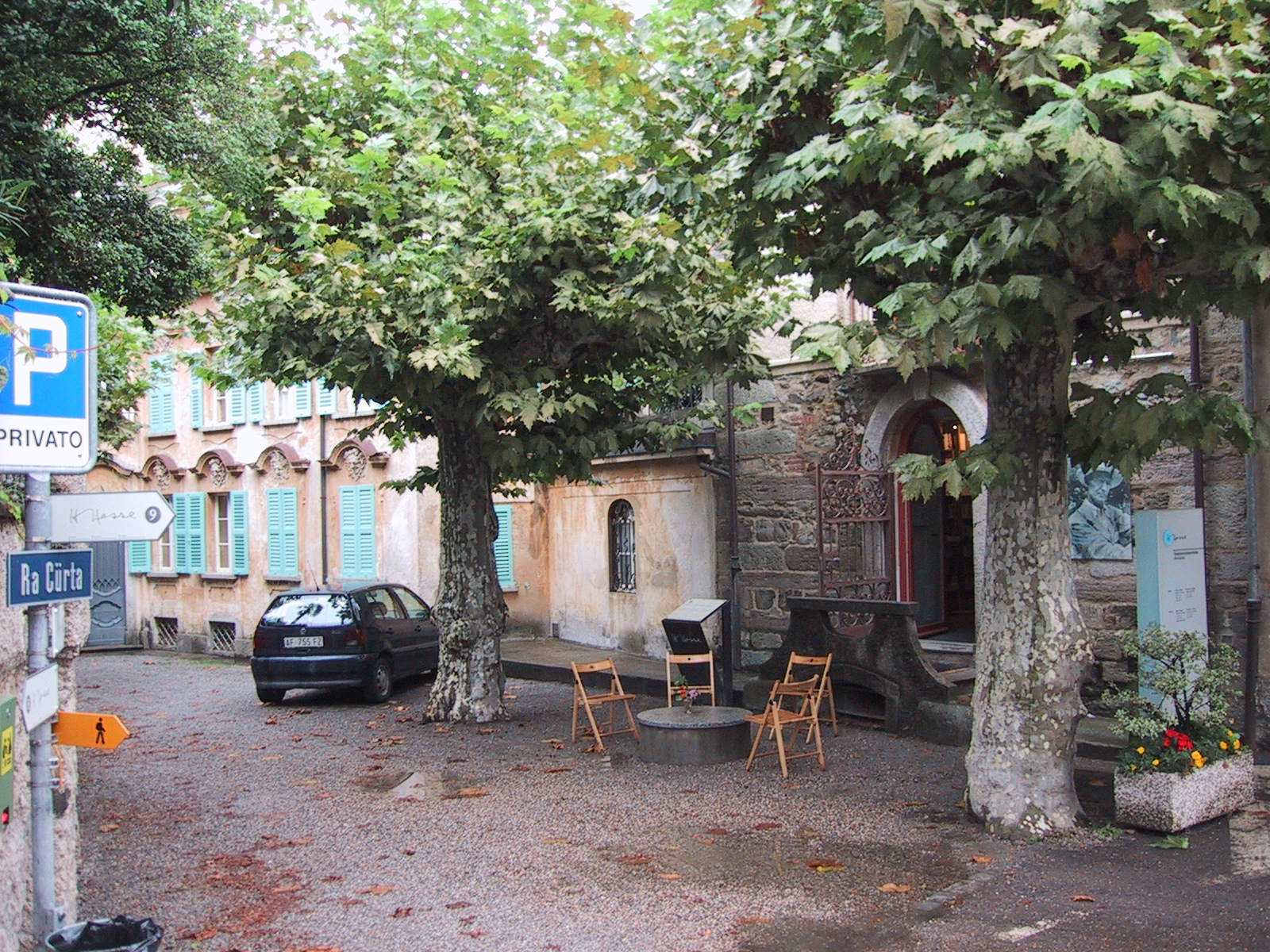
Torre Camuzzi, Eingang zum Hesse-Museum